# Seitenstetten (Herrschaft)
Die Herrschaft Seitenstetten war eine Grundherrschaft im Viertel ober dem Wienerwald im Erzherzogtum Österreich unter der Enns, dem heutigen Niederösterreich.

## Ausdehnung
Die Herrschaft umfasste zuletzt die Ortsobrigkeit über die Pfarre Seitenstetten, bestehend aus Markt Seitenstetten und Dorf Seitenstetten, die Pfarre St. Michael am Bruckbach, bestehend aus einzelnen Häusern und die Pfarre Biberbach, bestehend aus einzelnen Häusern. Der Sitz der Verwaltung befand sich in Seitenstetten.

## Geschichte
Der letzte Inhaber der Stiftsherrschaft war Josef Gündl, Abt des Stifts Seitenstetten. Die Herrschaft wurde mit den Reformen 1848/1849 aufgelöst.